# 詹娜·埃尔夫曼
詹娜·埃尔夫曼（英語：Jenna Elfman，1971年9月30日—），女，美国演员。曾获得金球奖音乐喜剧类剧集最佳女主角。